# 伝統宗教
伝統宗教（でんとうしゅうきょう）とは、新しく創唱されたり布教されたりする宗教に対し、古くから信仰されている宗教である。
相対的・地域的な概念であり、何が伝統宗教であり何がそうでないかは一定ではない。たとえばカトリック・プロテスタントなどのヨーロッパのキリスト教は、西洋社会では伝統宗教だが、近代に布教されたアフリカでは伝統宗教ではなく、現地の古くからの宗教であるアニミズムが伝統宗教である。
伝統宗教に対する伝統宗教でない宗教が近代の創唱宗教の場合、「新宗教」と呼ばれる。

## 伝統宗教の例

### キリスト教
- カトリック教会（東方典礼カトリック教会を含む）
- 正教会（ギリシャ正教会・ロシア正教会・日本正教会など）
- 東方諸教会（シリア正教会・エチオピア正教会など）
- プロテスタント (ルーテル教会・改革長老教会など）
- 聖公会(米国聖公会など)

### 仏教

#### 主要な仏教
- 南伝仏教（タイ・ビルマ・スリランカなど）
- チベット仏教
- 漢伝仏教（漢字文化圏から創製した仏教。中国・朝鮮・越南・日本など）

#### 日本仏教
日本の仏教系伝統宗教は十三宗五十六派とされている。
- 法相宗
- 華厳宗
- 律宗
- 天台宗
- 真言宗
- 融通念仏宗
- 浄土宗
- 臨済宗
- 浄土真宗
- 曹洞宗
- 日蓮宗
- 時宗
- 黄檗宗

### 民族宗教

#### 神道
- 伊勢神道
- 吉田神道
- 山王神道
- 垂加神道
- 土御門神道
- 復古神道
- 法華神道
- 吉川神道
- 両部神道
- 神社神道

#### その他の民族宗教
- ユダヤ教

### その他の伝統宗教
- ゾロアスター教
- イスラム教
- ヒンドゥー教
- ジャイナ教
- 儒教
- 道教